# Au nom de la vérité (téléfilm)
Pour plus de détails, voir Fiche technique et Distribution.
Au nom de la vérité (The Disappearance of Vonnie) est un téléfilm américain réalisé par Graeme Campbell, diffusé le 27 septembre 1994 sur CBS.

## Synopsis
Vonnie et Corrine sont deux sœurs inséparables. La première est toujours célibataire alors que la seconde a fondé un foyer. Vonnie fait alors la connaissance du séduisant Ron qu'elle épouse et avec qui elle a une petite fille Amy. Mais au bout de sept ans de vie commune, Vonnie est exaspérée par l'attitude de Ron. Un jour, prétextant des courses, Ron part avec Vonnie mais revient seul. Le lendemain, il raconte à Corrine que Vonnie est partie mais celle-ci refuse de croire que sa sœur a abandonné sa petite fille...

## Fiche technique
- Titre original : The Disappearance of Vonnie
- Réalisation : Graeme Campbell
- Scénario : Ellen Weston
- Photographie : Richard Leiterman
- Musique : Richard Bellis
- Montage : Millie Moore
- Distribution : Victoria Burrows et Sid Kozak
- Création des décors : Jill Scott
- Producteurs : Richard Heus et Joel S. Rice
- Productrice associée : Julia Rask
- Producteur exécutif : Barry Morrow
- Coproducteur exécutif : Paul A. Kaufman
- Compagnies de production : Morrow-Heus Productions - Tri Star Television
- Compagnie de distribution : CBS
- Pays d'origine :  États-Unis /  Canada
- Durée : 91 minutes
- Date de diffusion : 1994

## Distribution
- Ann Jillian (VF : Dorothée Jemma) : Corrine Kaczmarek
- Joe Penny (VF : Patrick Poivey) : Ron Rickman
- Kim Zimmer (VF : Béatrice Delfe) : Vonnie Kaczmarek Rickman
- Graham Beckel (VF : Philippe Peythieu) : inspecteur Ken Brodhagen
- Robert Wisden (VF : Éric Etcheverry) : inspecteur Randy Winkler
- Alicia Witt (VF : Edwige Lemoine) : Janine
- Garry Chalk (VF : Hervé Bellon) : Andy
- Alexandra Purvis : Amy Pickman
- Jerry Wasserman : Lieutenant Vigo
- Travis MacDonald : Leroy
- Gabrielle Miller : Francine
- Robert Clothier : le juge
- Marlowe Dawn : Ellie
- Aidan Pendleton : Debby
- Jennifer Meyer : Toni Kaczmarek
- Tom Butler (VF : Jean-Luc Kayser) : le procureur de district

- Version française
  - Studio de doublage : Dubbing Brothers
  - Direction artistique : Emmanuèle Bondeville
  - Adaptation des dialogues : Martine Messager

 Selon le carton du doublage français télévisuel.